# Regione di Sarajevo-Romanija
La regione di Sarajevo-Romanija (in serbo Сарајевско-романијска регија?) o di Sokolac (altro suo toponimo diffuso) è una delle 7 Regioni della Repubblica Serba di Bosnia ed Erzegovina, situata nell'est della Bosnia, di carattere puramente statistico e senza funzioni amministrative o politiche.
La regione di Sarajevo-Romanija ha una superficie di 2067 km² ed ha un'economia prevalentemente agricola e pastorale di montagna. 

## Storia
La regione storica della Romanija (dalla quale prende nome la "Regione di Sarajevo-Romanija") nel Settecento era più grande e si estendeva fino alla Drina. La sua città maggiore era Vlasenica, popolata principalmente dai Valacchi della Bosnia ed Erzegovina. Va ricordato che per l'accademico Mirko Vego la Romanija nei primi secoli del Rinascimento era ancora più grande, raggiungendo l'area di Banja Luka (dove attualmente vi sono i cosiddetti "Monti Vlasic", dal nome dei pastori valacchi detti "Vlasi" dai serbo-croati).
Attualmente in Bosnia resta una piccola regione storico-geografica, la Romanija, come unica importante testimonianza della presenza neolatina dei Valacchi. Questa regione montagnosa di circa 2000 km² a nord di Sarajevo ancora oggi produce latticini tipici dei "Vlasi"..

## Lista delle municipalità

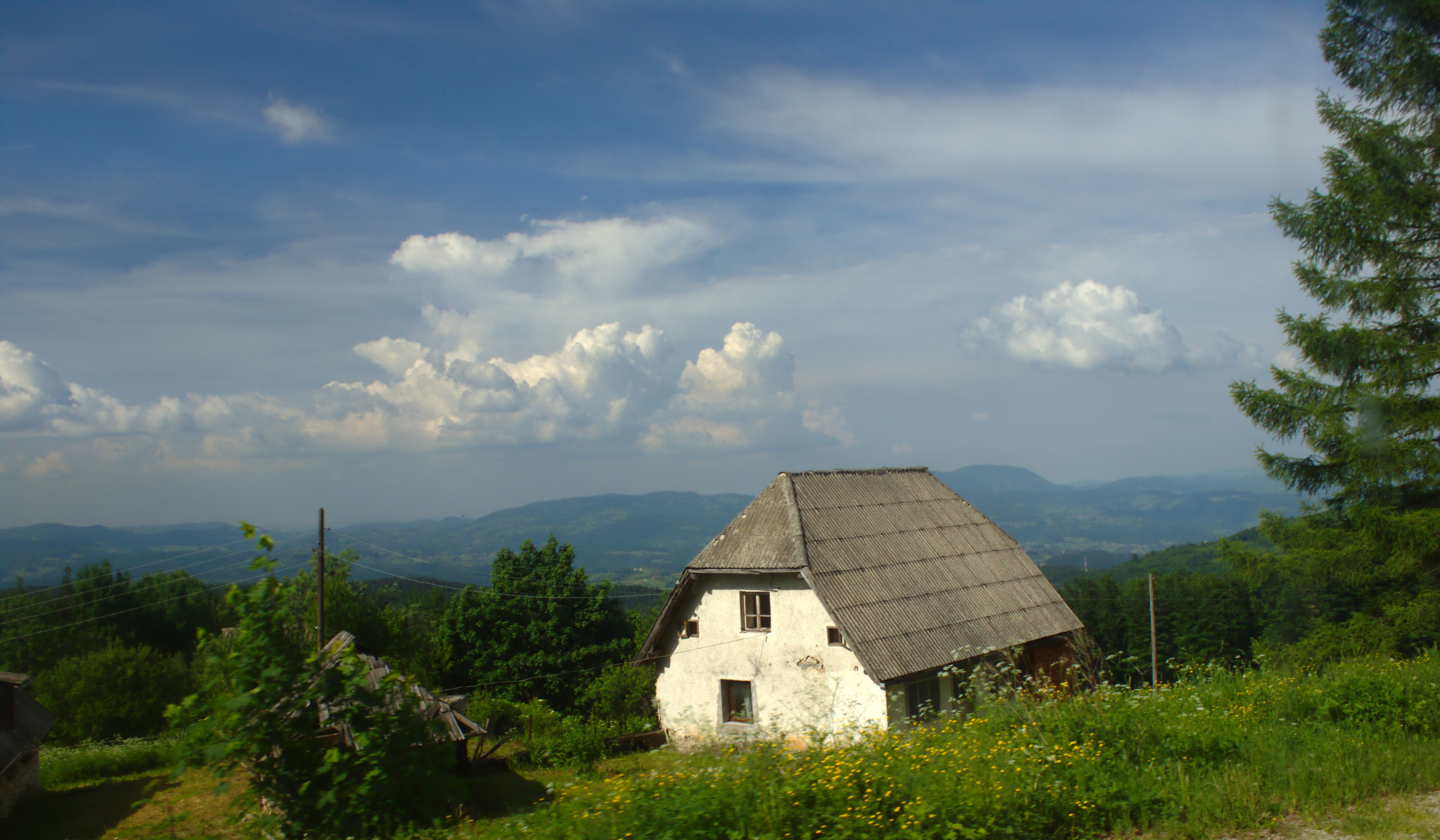
Panorama della Regione Sarajevo-Romanija

La regione include otto municipalità:
1. Istočno Sarajevo (Sarajevo Est)
2. Han Pijesak
3. Rogatica
4. Istočna Ilidža
5. Istočni Stari Grad
6. Pale
7. Sokolac
8. Trnovo